# Joseph Harvey Riley
Pour les articles homonymes, voir Riley.
Joseph Harvey Riley est un ornithologue américain, né en 1873 et mort en 1941.
Riley travaille au National Museum of Natural History de 1896 à sa mort. Il exerce la fonction de conservateur associé du département des oiseaux à partir de 1932.